# The Wall Live
The Wall Live è stato il terzo tour musicale da solista del cantautore britannico Roger Waters, ex membro della band rock Pink Floyd.
Durante il tour venne eseguito, per la prima volta dal 1990, l'intero album The Wall.
È il tour con il più alto incasso di sempre per un artista solista.

## Il tour

### Pre-show
Durante il pre-show, nella parte americana del tour, un uomo che sembra essere senzatetto spinge un carrello della spesa in giro per i corridoi del parterre. Indossa una giacca di flanella e un cappello da cowboy, passeggiando tra il parterre, parlando con i fans. Il suo carrello, oltre ad essere pieno di lattine e spazzatura, contiene anche la bambola di pezza originale "Pink " dal 1979. Per la seconda parte del tour, il senzatetto è stato sostituito da due soldati che tengono sotto braccio la suddetta bambola.
Originariamente l'audio pre-show era di 20 minuti ed includeva vari spezzoni di sitcom televisive e cartoni animati come I Griffin. Dopo la prima tappa del tour nell'America del Nord, il collage venne eliminato e sostituito con 20 minuti di musica, che comprendeva: Mother di John Lennon, Masters of War di Bob Dylan, A Change Is Gonna Come di Sam Cooke, Imagine di John Lennon, Strange Fruit di Billie Holiday e People Get Ready dei The Impressions.

### Lo show
Nella prima leg del Nord America, il barbone tra la folla si ferma e si sentono suoni di zapping. Quando l'uomo raggiunge il palco, viene riprodotto una sequenza dal film Spartacus. Quindi un faretto lo illumina e trascinando il carrello, tra lo sciamare degli schiavi, getta la bambola Pink sul palco.
Per gli spettacoli europei e tutti gli spettacoli nel 2012, il barbone venne sostituito con due "soldati", che portavano la bambola Pink sul palco, tenendola per tutta la clip di Spartacus, prima di gettarla per terra e marciare giù dal palco.
Fuochi d'artificio esplodono sul palco, mentre una tromba suona la melodia di Outside the Wall. Tra bandiere con martelli in marcia e ascensori che compaiono dal palco, parte In the Flesh?. A circa metà canzone, Waters emerge dal retro del palco, vestito di nero. Durante il culmine della canzone, un bombardiere Stuka sospeso da un filo, si schianta contro il muro ed esplode in una sfera di fuoco. In The Happiest Days of Our Lives e Another Brick in the Wall (part II) sul palco c'è un fantoccio, un'icona dello show originale, che si muove su e giù, come se camminasse. Dopo la data del 16 giugno 2011 a Berlino, Waters canterà una ripresa acustica di Another Brick in the Wall (part II) con testi riferiti all'uccisione di Jean Charles de Menezes ucciso ingiustamente dalla polizia metropolitana londinese nel 2005.
Mother ha un forte messaggio politico e le parole Il Grande Fratello ti guarda appaiono sul muro sostituite da BR anziché la "M" di Mother e di seguito la frase: «Mamma, devo fidarmi del governo? ... No, cazzo», che viene tradotto, ad ogni spettacolo, nella lingua del paese visitato.

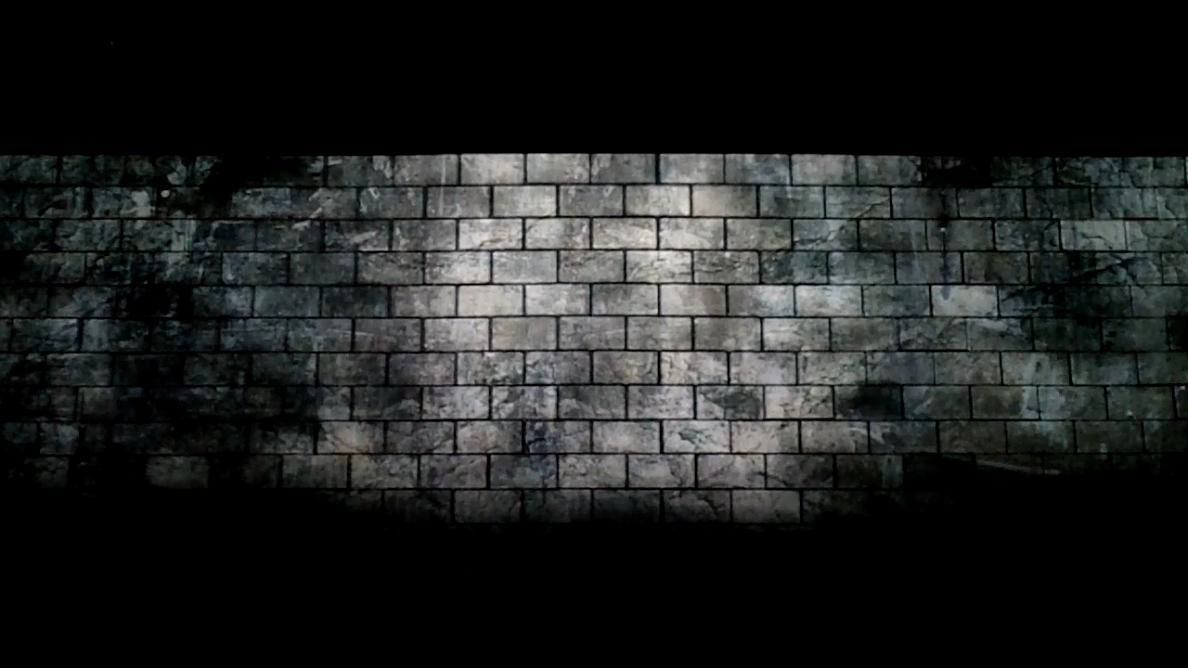
Il muro durante Hey You

Il video riprodotto durante Goodbye Blue Sky, causò qualche polemica, a causa della potenziale interpretazione antisemita di alcuni passaggi, in cui venivano mostrati bombe a forma di simboli religiosi, politici e marchi aziendali, come la croce latina, falce e martello, simbolo del movimento politico comunista, il simboli del dollaro, la stella di David, il logo McDonald's e quello della Mercedes-Benz, sganciati da alcuni bombardieri B52. Il direttore di un'organizzazione statunitense contro la discriminazione, Abraham Foxman, accusò Waters di aver insultato gli ebrei.
A metà dello spettacolo, tra le note strumentali di The Last Few Bricks, il "muro", mattone dopo mattone, viene lentamente ricostruito, proprio come avvenne del tour degli anni ottanta, e verrà completato durante la canzone Goodbye Cruel World.
Anche nella seconda parte dello spettacolo, Waters, venne investito da dure polemiche e accuse, che lo perseguitarono durante la leg europea del 2013 accusando di offendere la comunità ebraica a causa della rappresentazione, sul palco, di un enorme maiale tatuato con la stella di David. In Italia, la comunità ebraica romana, tramite il portavoce Fabio Perugia, chiese le pubbliche scuse, affermando: «All'inizio del concerto sono state mostrate una stella di David, una croce e una mezzaluna insanguinate, diciamo che si è trattato di un'offesa a 360°, non solo agli ebrei. Quando poi è apparso il maiale, con dei simboli commerciali e la stella di David, l'offesa è stata subito chiara, tanto che molte persone di religione ebraica hanno abbandonato lo stadio». Inoltre, Perugia prosegue: «quel simbolo è uno degli stereotipi antisemiti classici, usati già nell'epoca nazifascista. Roger Waters si è già distinto per posizioni antisioniste e questa sua coreografia dimostra che l'antisionismo non è altro una faccia dell'antisemitismo. Perché la stella di David non è solo il simbolo di Israele, ma di un intero popolo, quello ebraico»
Le polemiche e le accuse continuarono per molti paesi d'Europa, tra cui la Francia e la Germania dove un personaggio vestito da SS spara con una pistola mitragliatrice, simile a quella usata durante le persecuzioni antiebraiche in Europa durante l'ultimo conflitto mondiale.
Dopo Run Like Hell, vengono mostrate le immagini dell'attacco aereo americano a Baghdad, del 12 luglio 2007, in cui morirono due giornalisti di Reuters, Saeed Chmagh e Namir Noor-Eldeen che vennero scambiati per soldati iracheni armati e uccisi da due elicotteri AH-64 americani. Il video di Waiting for the Worms, offre un'animazione molto più elaborata, rispetto a quella originale di Gerald Scarfe vista nell'adattamento cinematografico del tour Pink Floyd The Wall. Segue Stop e un improvviso blackout viene spezzato dalla luce di un faro solitario che illumina la bambola Pink che si trova in cima al muro. Durante il brano The Trial, il muro comincia a cadere, dall'alto verso il basso, tra una nube di fumo e coriandoli rosso sangue. La band emerge da dietro le macerie tra le note di Outside the Wall e viene presentata da Waters al pubblico terminando lo spettacolo.

## Scaletta

### Parte 1
1. "In the Flesh?"
2. "The Thin Ice"
3. "Another Brick in the Wall (Parte I)"
4. "The Happiest Days of Our Lives"
5. "Another Brick in the Wall (Parte II)"
6. "The Ballad of Jean Charles de Menezes"
7. "Mother"
8. "Goodbye Blue Sky"
9. "Empty Spaces"
10. "What Shall We Do Now?"
11. "Young Lust"
12. "One of My Turns"
13. "Don't Leave Me Now"
14. "Another Brick in the Wall (Parte III)"
15. "The Last Few Bricks"
16. "Goodbye Cruel World"

### Parte 2
1. "Hey You"
2. "Is There Anybody Out There?"
3. "Nobody Home"
4. "Vera"
5. "Bring the Boys Back Home"
6. "Comfortably Numb"
7. "The Show Must Go On"
8. "In the Flesh"
9. "Run Like Hell"
10. "Waiting for the Worms"
11. "Stop"
12. "The Trial"
13. "Outside the Wall"

## Date del tour
| 4.129.863 / 4.268.028 (97%) |
| --------------------------- |

| $458.673.798 |
| ------------ |

## Band
- Roger Waters – basso, voce, chitarra acustica, tromba
- Graham Broad – batteria, percussioni, ukelele
- Jon Carin – tastiere, chitarra, chitarra lap steel, programming, chitarra acustica
- Dave Kilminster – chitarra, banjo, basso
- Snowy White – chitarra, basso
- Harry Waters – organo Hammond, tastiere, fisarmonica
- G. E. Smith – chitarra, basso, mandolino
- Robbie Wyckoff – voce
- Coristi: Jon Joyce, Kipp Lennon, Mark Lennon e Pat Lennon